# Oleksandra Peretiatko
Oleksandra Anatolijivna Peretiatko (ukrainska: Олександра Анатоліївна Перетятько), född 11 april 1984 i Simferopol, Sovjetunionen (numera Ukraina, sedan 2014 ockuperat av Ryssland), är en volleybollspelare (passare).
Hon deltog med Ukrainas damlandslag i volleyboll vid 2019. Peretiatko har på klubbnivå spelat med VK Iskra Luhansk (1997-2000), Dinamo-Jinestra Odesa (2000-2002), 
VK Sievjerodontjanka (2002—2004), Kruh Tjеrkаsy (2004-2005), Yalova SK (2005—2006), VK Sievjerodontjanka (2006—2007), 
Jinestra Odessa (2007—2009), VK Dinamo-Jantar Kaliningrad (2009-2010), Azərreyl QVK (2010—2011), VK Proton (2011—2012), TED Ankara Kolejliler SK (2012—2013), VK Lipetsk-Indesit (2013), VK Chimik (2014—2015) och ZHVK Jenisej (2015-2020). Hon vann CEV Challenge Cup med Azərreyl QVK 2011 och blev ukrainska mästare och cupvinnare med VK Chimik 2015. Vid det ukrainska mästerskapet blev även utsedd till bästa passare.